# AST-1
O AST-1 é um microssatélite científico brasileiro que está atualmente sendo desenvolvido pelo Instituto Nacional de Pesquisas Espaciais (INPE). Ele terá uma massa de cerca de 100 kg e está programado para ser lançado ao espaço entre 2016 e 2018.

## Objetivo
A missão AST-1 será dedicada ao estudo da origem e da composição da emissão de poeira anômala (“spinning dust”) e da emissão maser em regiões de formação estelar. Envolverá medidas na faixa de rádio entre 10 e 25 GHz e vai cobrir um nicho científico específico ainda muito pouco explorado, tanto no solo quanto a bordo de satélites ou balões estratosféricos.

## Características
Suas características básicas serão: massa de ~ 100 kg, diâmetro de ~ 0,6 - 0,7 metro, sistema simples de estabilização (spin-stabilized), órbita polar com altitude entre 700 - 1000 km, baixo consumo (menor que 1000 W) e uma óptica simples (“on-axis”) baseada em espelho feito de material composto.